# Transcaucasia

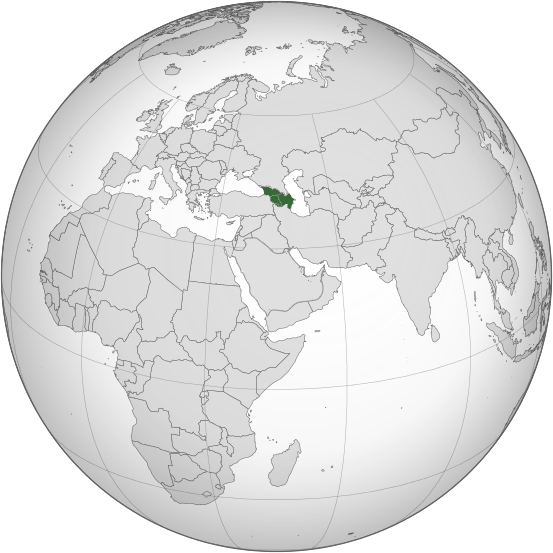
Mapa de Transcaucasia

Transcaucasia, Cáucaso meridional o Cáucaso sur es una región política del Cáucaso que comprende los actuales Estados de Armenia, Azerbaiyán y Georgia, y las repúblicas parcialmente reconocidas de Abjasia y Osetia del Sur, además de la República Autónoma de Najicheván (parte de Azerbaiyán). Áreas menores de Turquía e Irán también se encuentran dentro del Cáucaso meridional.
Históricamente los países de Transcaucasia fueron englobados en un único Estado en dos ocasiones:
- República Democrática Federal de Transcaucasia (9 de abril a 26 de mayo de 1918): Estado surgido en medio de la confusión de la guerra civil rusa. Distintos intereses nacionales causaron el desmembramiento de la joven república.
- República Socialista Federativa Soviética de Transcaucasia (del 12 de marzo de 1922 al 5 de diciembre de 1936): Georgia, Armenia y Azerbaiyán fueron convertidas en repúblicas soviéticas y administradas como una sola república hasta 1936, cuando volvieron a ser administradas como tres repúblicas, RSS de Georgia, RSS de Armenia y RSS de Azerbaiyán.

## Etimología
El vocablo «Transcaucasia» proviene del prefijo trans- (que significa, en este caso, «al otro lado de») en unión con el lexema «caucasia» (Cáucaso); lo que viene a significar «al otro lado del Cáucaso», por estar más allá de esta cordillera desde la perspectiva geográfica rusa y en oposición, asimismo, a Ciscaucasia.